# Trimorphodon biscutatus
Trimorphodon biscutatus är en ormart som beskrevs av Duméril, Bibron och Duméril 1854. Trimorphodon biscutatus ingår i släktet Trimorphodon och familjen snokar.
Denna orm förekommer i västra och sydvästra Mexiko samt i angränsande områden av Guatemala. Individerna vistas i torra landskap som gräsmarker, halvöknar, buskskogar och barrskogar samt i några blandskogar som domineras av ekar och tallar. Trimorphodon biscutatus är nattaktiv och den vilar i bergssprickor. Honor lägger ägg.
Några exemplar fångas och hölls som terrariedjur. Andra hot är inte kända. IUCN listar arten som livskraftig (LC).

## Underarter
Arten delas in i följande underarter:
- T. b. biscutatus
- T. b. lambda
- T. b. lyrophanes
- T. b. quadruplex
- T. b. vilkinsonii